# 陶有瑰
陶有瑰（越南语：／，？—？），越南阮朝官员。

## 生平
陶有瑰是興安省魯舍社人。
成泰十二年（1900年），在河南場中庚子科舉人，時年二十三歲。
1935年，以巡撫銜致仕。